# Дом Клеве
Дом Клеве (нем. Haus von Kleve, нидерл. Huis Kleef) — знатный род в Священной Римской империи, происходивший из Вестфалии. В 1047 году император Генрих III утвердил за представителями рода графство Клеве. Также существовал более поздний Клевский дом, ветвь дома графов Марка.

## История
Точное происхождение рода неизвестно. По одной версии он является ветвью вестфальского рода Иммедингеров, восходящего к знаменитому саксонскому вождю Видукинду. По другой — младшая ветвь Фландрского дома
В первой половине XI века упоминаются 2 брата, Рутгер I и Герхард I, которые потеряли владения, располагавшиеся около Энама (современная Бельгия), захваченные графом Фландрии Бодуэном IV. Около 1033 года они обратились с жалобой к императору Священной Римской империи Конраду II. В итоге он в качестве компенсации выделил братьям части бывшего графства Хамаланд, последняя правительница которого, Адельгейда, была убита около 1028 года. Герхарду досталось графство Вассенберг, от него происходит Гелдернский дом. А Рутгер получил область, получившую название графство Клеве.
О первых представителях дома известно мало. Более-менее достоверной генеалогия рода становится начиная с Дитриха I (II) (ум. ок. 1092). В конце XII века род разделился на 2 ветви.
Родоначальником старшей ветви, был граф Дитрих V (ум. 1260). Его потомки правили в Клеве. Последним представителем ветви был граф Иоганн I (1292/1293—1368), умерший бездетным, после чего Клеве унаследовали графы Марка.
Младшая ветвь (Фалькенбургская) пошла от Дитриха I, сына графа Клеве Арнольда III (II), унаследовавший Фалькенбург и Гейнсберг. Его потомки были сеньорами Фалькенбурга. После смерти Райнольда II в 1396 году ветвь угасла.

## Генеалогия
Рутгер I (ум. ок. 1050), граф Клеве; жена: Вацеле фон Боннгау
- Рутгер II (ум. ок. 1075), граф Клеве
  - Дитрих I (ум. ок. 1092), граф Клеве
    - Дитрих II (ум. ок. 1119), граф Клеве с ок. 1092
      - Дитрих (III) (ум. после 1118), граф фон Томберг
      - Арнольд I (ум. ок. 1147), граф Клеве с ок. 1119; жена: 1128 Ида Лувенская (ум. до 1162), дочь Готфрида I Бородатого, графа Лувена
        - Арнольд (II) (ум. после 1134); жена: Берта
        - Дитрих III (ум. ок. 1172), граф Клеве с ок. 1147; жена: Адельгейда (1135/1140—1189), дочь Гебхарда III, графа фон Зульцбах
          - Дитрих IV (1155/1160—1193/1198), граф Клеве с ок. 1172; жена: с 1182 Маргарита (ок. 1162 — после 1203), дочь Флориса III, графа Голландии
            - Дитрих V (ум. 1260), граф Клеве с 1200; 1-я жена: Матильда фон Динслакен (ум. ок. 1224); 2-я жена: с ок. 1226 Гедвига (ок. 1210—1249), дочь Дитриха I Веттина, маркграфа Мейсена; 3-я жена: N
              - (от 1-го бр.) Дитрих Перворожденный (1214/1215—1245), сеньор Динслакена; жена: с 1233 Изабелла (ум. 1272), дочь Генриха I, герцога Брабанта
                - Матильда (ум. 1304); муж: с 1253 Жерар III Лимбургский (1222—1276), граф де Дарбюи, сеньор де Руси и де Валанс
                - Елизавета (ум. 1283/ &1259 Герлах I (V) фон Изенбург—Аренфельс

              - (от 1-го бр.) Маргарита (ум. 1251); муж: с 1241 Оттон II (ок. 1215 — ок. 1271), граф Гелдерна
              - (от 2-го бр.) Дитрих VI Правитель (ок. 1226—1275), граф Клеве с 1260; жена: Адельгейда, дочь Генриха, графа фон Гейнсберг
                - Агнесса (ум. после 1312)
                - Ирмгарда (ум. 1319); муж: с 1275 Вильгельм I  (ум. 1308), граф Берга
                - Дитрих VII (1256/1257—1305), граф Клеве; 1-я жена: с 1260 Маргарита (ум. 1282/1287), дочь Оттона II, графа Гелдерна; 2-я жена: с 1290 Маргарита (ум. 1333), дочь Эбергарда I фон Габсбург—Лауфенбург, графа фон Кибург
                  - (от 1-го бр.) Оттон (ок. 1275—1310), граф Клеве с 1305; 1-я жена: Адельгейда, дочь Энгельберта I, графа Марка; 2-я жена: с 1308 Мехтильда (ум. после 1360), дочь Рупрехта II, графа фон Фирнебург
                    - (от 2-го бр.) Ирмгарда (ум. 1362); муж: Адольф II (ум. 1347), граф Марка (разв.); 2-й муж: с ок. 1324 Иоганн (ум. ок. 1355), сеньор фон Аркель
                    - (незак.) Матильда; муж: Энгельберт Хейник

                  - (от 1-го бр.) Екатерина (ум. после 1357)
                  - (от 1-го бр.) Адельгейда (ум. после 1323); муж: с до 1306 Генрих II (IV) (1282/1290—1348), граф Вальдека
                  - (от 2-го бр.) Дитрих VIII (1291—1347), граф Клеве с 1310; 1-я жена: с 1308 Маргарита (ум. 1333), дочь Райнольда I, графа Гелдерна; 2-я жена: с 1340 Мария (ум. после 1353), дочь Герхарда V, графа Юлиха, вдова Генриха, графа Фирнебурга
                    - (от 1-го бр.) Маргарита (ум. после 1347); муж: с 1332 Адольф II (ум. 1347), граф Марка
                    - (от 1-го бр.) Елизавета (ум. 1382); 1-й муж: с 1332 Герхард ван Воорн (ум. 1337), бургграф Зееланда; 2-й муж: с 1338 Оттон Гессенский (1322—1366)
                    - (от 1-го бр.) Мария (ум. после 1333)

                  - (от 2-го бр.) Маргарита &1309 Генрих Фландрский (ум. 1337), граф де Лоди
                  - (от 2-го бр.) Иоганн I (1292/1293—1368), граф Клеве с 1347, последний представитель рода; жена: с 1348 Матильда (ок. 1325—1384), дочь Райнольда II, графа Гелдерна
                  - (от 2-го бр.) Ирмгарда (ум. после 1350); муж: с ок. 1316 Герард I ван Горн (ум. 1330)
                  - (от 2-го бр.) Агнесса (ок. 1300 — после 1361); муж: с 1312 Адольф IX (ум. 1348), граф Берга
                  - (от 2-го бр.) Мария (ум. 1347)
                  - (от 2-го бр.) Эбергард (ум. после 1312)
                  - (от 2-го бр.) Анна (ум. 1378); муж: Годфрид III (ум. 1371), граф фон Арнсберг

                - Дитрих (1257/1258—1283/1285)
                - Мехтильда (ум. 1309 &1275 Генрих I Дитя (1244—1308), ландграф Гессена
                - Дитрих Луф II (ок. 1260—1308/1309), граф фон Гюльхрат; 1-я жена: Алеида (ум. после 1282), дочь Генриха I, графа фон Шпонхейм, сеньора цу Бланенбург и Лёвенбург; 2-я жена: с 1286 Лиза фон Фирнебург
                  - (от 2-го бр.) Катарина (ум. после 1356); 1-й муж: с 1299 Вальрам (ум. 1304/1305), граф фон Кессель; 2-й муж: Дитер VI (ум. 1315), граф фон Катценельнбоген; 3-й муж: Генрих III (ум. ок. 1326), рауграф фон Альтенбаумберг
                  - (от 2-го бр.) Дитрих Луф III (ум. 1332), граф фон Гюльхрат; 1-я жена: Иоланта; 2-я жена: с 1323 Матильда (ум. 1372), дочь Герарда ван Воорна, бургграф Зееланда
                    - (от 2-го бр.) Елизавета (ум. 1347); 1-й муж: Годфрид Юлихский (ум. 1335), сеньор фон Бергхейм; 2-й муж: с 1336 Виллем V ван Горн (ум. 1343)

                  - (от 2-го бр.) Зигфрид Луф (до 1311 — 1340/1342)
                  - (от 2-го бр.) Иоганн (ум. 1313/1314)
                  - (от 2-го бр.) Агнесса (ум. 1311)
                  - (от 2-го бр.) Алеида (ум. после 1353); 1-й муж: с 1311 Рудольф фон Рейфершейд, сеньор цу Миддендонк; 2-й муж: Дитрих фон Керфонгейм (ум. 1335)
                  - (от 2-го бр.) Елизавета (ум. 1361), аббатиса в Кларенберге; 1-й муж: с 1311 Виллем ван Бредероде (ум. 1316); 2-й муж: Конрад фон дер Марк (ум. 1353)
                  - (от 2-го бр.) Рейнольд (ум. после 1340), сеньор Бергена; жена: Матильда ван Васемал
                  - (от 2-го бр.) Оттон (ум. 1349)
                  - (от 2-го бр.) Эбергард Рыжий (ум. после 1323)

              - (от 2-го бр.) Агнесса (ум. 1285); 1-й муж: Бернгард IV (ум. 1275), сеньор цу Липпе; 2-й муж: Рудольф II фон Дипхольц (ум. после 1303)
              - (от 2-го бр.) Ютта (ум. после 1275); муж:  Вальрам V (ум. 1279), герцог Лимбурга
              - (от 2-го бр.) Дитрих Луф I (ок. 1228—1277), граф фон Саарбрюкен с 1252; 1-я жена: Лоретта (ум. после 1270), дочь Симона III, графа фон Саарбрюкен; 2-я жена: Елизавета  (ум. 1275)
                - (от 1-го бр.) Дитрих (ум. после 1275)
                - (от 1-го бр.) Рихарда (ум. после 1275); муж: Герлах II (ум. до 1325), сеньор фон Доллендорф

              - (от 2-го бр.) Эбергард (ум. после 1275)

          - Герхард (ум. после 1202), канцлер Фландрии
          - Арнольд III (II) (1165/1170 — ок. 1200), граф Клеве с 1193/1198; жена: с до 1191 Адельгейда (ум. 1217), дочь Готфрида, графа фон Гейнсберг
            - Дитрих I (ок. 1192—1228), сеньор фон Фалькенбург и Гейнсберг с 1217; 1-я жена: с до 1217 Изольда (ум. 1221), дочь Генриха III, герцога Лимбурга; 2-я жена Беатриса (ум. после 1240), дочь вильдграфа Герхарда I, графа Кирбурга
              - Ветвь сеньоров фон Фалькенбург

            - Арнольд (ум. 1218)
            - Агнесса (ум. 1217)

          - Маргарита (ум. 1184); муж: с 1172 Людвиг III (ок. 1152—1190), ландграф Тюрингии
          - Адельгейда (ок. 1165 — после 1241); муж: с 1186 Дирк VII (ум. 1203), граф Голландии

        - Генрих (ум. после 1167)
        - Дочь; муж: Эбергард I  (ум. 1180), граф Альтена

      - Адельгейда; муж: Адольф III (ум. 1106), граф Берга

Ветвь сеньоров фон Фалькенбург
Дитрих I (ок. 1192—1228), сеньор фон Фалькенбург и Гейнсберг с 1217; 1-я жена: с до 1217 Изольда (ум. 1221), дочь Генриха III, герцога Лимбурга; 2-я жена Беатриса (ум. после 1240), дочь вильдграфа Герхарда I, графа Кирбурга
- (от 1-го бр.) Сын (ум. 1223)
- (от 1-го бр.) Агнесса (ум. ок. 1267), наследница Гейнсберга; муж: с 1230 Генрих I (ум. ок. 1258), граф фон Шпонхейм, сеньор цу Бланенбург и Лёвенбург
- (от 1-го бр.) Генрих (ум. после 1267)
- (от 2-го бр.) Дитрих II (ум. 1268), сеньор фон Фалькенбург с 1228; 1-я жена: с после 1246 Берта (ум. 1254), дочь Вальрама I (V) Лимбургского, сеньора цу Моншау; 2-я жена: с 1254 Алейдис, дочь Арно III, графа ван Лоос
  - (от 1-го бр.) Елизавета (ум. после 1277); муж: Энгельберт I (ум. 1277), граф Марка
  - (от 1-го бр.) Беатриса I (ум. 1277); муж: с 1269 Ричард Плантагенет (1209—1272), граф Корнуолл с 1227, король Германии с 1257
  - (от 1-го бр.) Вальрам (1252—1302), сеньор фон Фалькенбург с 1268; жена: с до 1275 Филиппа (ум. 1294), дочь Оттона II, графа Гелдерна
    - Иоганна (ум. 1334); муж: с 1282 Фридрих фон Шлейден
    - Дитрих III (ум. 1309), сеньор фон Фалькенбург с 1302
    - Райнольд I (ум. 1332), сеньор фон Фалькенбург с 1309; жена: с до 1306 Мария (ум. после 1325), дочь Генриха V фон Баутершем
      - Вальрам (ум. 1329)
      - Дитрих IV (ум. 1346), сеньор фон Фалькенбург с 1332; жена: Матильда (ум. 1372), дочь Герарда ван Воорн, бургграфа Зееланда, вдова Дитриха Луфа III, графа фон Гюльхрат
      - Райнер (ум. 1342)
      - Иоганн II (ум. 1352), сеньор фон Фалькенбург с 1346; жена: &/1345 Иоанна (ум. 1349), дочь Альбрехта ван Воорн
        - дочь; муж: Оттон фон Гейкелом (ум. после 1381)

      - Филиппа (ум. после 1364); муж: с 1352 Генрих Фландрский (ум. 1366), сеньор ван Нинов
      - Маргарита (ум. 1364); 1-й муж: Хартард ван Шёнекен (ум. 1351); 2-й муж: с 1356 Бурхард фон Финштинген (ум. после 1373)
        - Адельгейда; муж: Генрих II фон Финден (ум. после 1351)

      - Мария (ум. после 1326); муж: с 1326 Эбергард фон Томберг (ум. ок. 1364)
      - Беатриса (ум. 1354); муж: Дитрих ван Бредероде (ум. 1377)
      - Елизавета (ум. после 1324) & Симон II (ум. после 1337), граф фон Шпонхейм—Крейцнах

    - Иоганн I (ум. 1356), священник, сложил духовное звание, сеньор фон Фалькенбург с 1309; 1-я жена: Мария (ум. 1339), дочь Аларда ван Кийк; 2-я жена: с после 1342 Екатерина (ум. 1366), дочь Альбрехта ван Воорн 
      - (от 1-го бр.) Вальрам (ум. 1378), сеньор фон Фалькенбург с 1356; 1-я жена: Алейдис ван Асперн; 2-я жена: Жанна де Шатийон
      - (от 2-го бр.) Филиппа (ум. после 1382); муж: Иоганн II (ок. 1347 — после 1400), граф цу Зальм—Оберзальм
      - (от 2-го бр.) Райнольд II (ум. 1396), сеньор фон Фалькенбург с 1378, последний представитель ветви; жена: с 1393 Елизавета (1378 — после 1401), дочь Адольфа III (I), графа Марка и Клеве

  - (от 2-го бр.) Алейдис (ум. 1296)
  - (от 2-го бр.) Беатриса II (ум. после 1294); муж: Виллем ван Гартерт
  - (от 2-го бр.) Дочь; муж: Арнольд III фон Штейн—Эльзлоо (ум. после 1296)
- (от 2-го бр.) Энгельберт II фон Фалькенбург (ум. 1274), архиепископ Кёльна с 1261